# Nacionalisme palestí

Bandera de Palestina

El nacionalisme palestí és el moviment per la sobirania del poble palestí. Té les seves arrels en el panarabisme, el rebuig al colonialisme i en moviments que reclamaven la independència nacional. A diferència del panarabisme en general, el nacionalisme palestí ha donat major importància a l'autogovern palestí i ha rebutjat al llarg de la seva història el govern extern de països àrabs com Egipte a la Franja de Gaza, i Jordània a Cisjordània.

## Característiques
L'estratificació arqueològica que mostra la història de Palestina —abastant els períodes bíblic, romà, romà d'Orient, omeia, fatimita, croat, aiúbida, mameluc i otomà, forma part de la identitat del poble palestí contemporani tal com es va arribar a entendre al llarg del segle xix; rebutja, però, els esforços d'alguns nacionalistes palestins a intentar rastrejar anacrònicament en la història una consciència nacionalista que és, de fet, relativament moderna. La identitat palestina mai ha estat exclusiva, i en ella l'arabisme, la religió i les lleialtats locals sempre han tingut un paper destacat. La identitat nacional moderna dels palestins té l'origen en els discursos nacionalistes que van sorgir als pobles de l'Imperi otomà a la fi del segle xix, i que es van aguditzar després de la delimitació de les fronteres dels estats nacionals moderns de l'Orient Mitjà, després de la Primera Guerra Mundial. El sionisme va tenir la seva importància en la formació de la identitat palestina, però aquesta no va sorgir principalment com a resposta. La població de la Palestina del Mandat Britànic era una població amb «identitats superposades», que expressaven lleialtats cap a pobles, regions, el projecte de nació palestina, la inclusió en la Gran Síria, el projecte nacional àrab, i l'islam, en la qual «el patriotisme local encara no es podia descriure com un nacionalisme d'estat nació».
El nacionalisme palestí es remunta a un jurista islàmic del segle xvii, el muftí Khayr al-Din al-Ramli (1585-1671), que vivia a Ramla. Els seus edictes religiosos van ser recopilats l'any 1670 sota el títol al-Fatawa al-Khayriyah: son arxius contemporanis sobre l'època que donen una visió complexa de les relacions agràries i demostren una consciència territorial, utilitzant conceptes com Filastin, biladuna (el nostre país), al-Sham (Síria), Misr (Egipte) i diyar (país), en sentits que semblen anar més enllà de la geografia objectiva, com «una consciència territorial embrionària, tot i que es refereixi a una consciència social més que a una consciència política».
L'historiador Baruch Kimmerling i l'especialista en relacions internacionals Joel Migdal consideren que la revolta àrab de 1834 a Palestina és el primer esdeveniment nacionalista del poble palestí, mentre que Benny Morris assegura que els àrabs de Palestina es van mantenir com a part d'un moviment nacionalista panislàmic o panarabista més ampli.
En el seu llibre: The Israel-Palestine Conflict: One Hundred Years of War, l'especialista en història d'Orient Pròxim James L. Gelvin declara que «el nacionalisme palestí va sorgir durant el període d'entreguerra en resposta a la immigració i els assentaments sionistes». Matisa que aquest fet no resta legitimitat a la identitat palestina: «El fet que el nacionalisme palestí es desenvolupés més tard que el sionisme, i en resposta a aquest, no disminueix de cap manera la legitimitat del nacionalisme palestí ni el fa menys vàlid que el sionisme. Tots els nacionalismes sorgeixen en oposició a algun "altre". Si no, per què existiria la necessitat d'afirmar qui és un? Tots els nacionalismes neixen en oposició a l'"altre". I tots els nacionalismes es defineixen per allò a què s'oposen».
Bernard Lewis sosté que els àrabs palestins de l'Imperi otomà no oposaven una nació palestina al sionisme, perquè el mer concepte de nació era un concepte desconegut per als àrabs de la regió en aquella època, i no va aparèixer fins a més tard. El concepte de nacionalisme àrab a les províncies àrabs de l'Imperi otomà «no va aconseguir proporcions significants fins a l'esclat de la Primera Guerra Mundial».
Daniel Pipes afirma que «no existia un poble àrab palestí a l'inici de 1920, però en el mes de desembre va prendre una forma recognoscible i comparable amb les d'avui dia». Pipes sosté que amb la creació del Mandat Britànic de Palestina, a partir de la Gran Síria, els àrabs del mandat es van veure obligats a adaptar-se a la seva situació i van començar llavors a definir-se com a palestins.

## Història
Amb la caiguda de l'Imperi otomà, es va desenvolupar la idea d'una identitat àrab a les províncies àrabs de l'imperi, particularment a Síria, que en aquella època incloïa el nord de Palestina i el Líban. Es considera sovint que aquest desenvolupament s'inclou dins d'un moviment reformista més ampli, conegut com al-Nahda ('despertar', anomenat de vegades "el renaixement àrab"), que a la fi del segle xix va redefinir la identitat cultural i política àrab en funció del tret unificador de la llengua àrab.
Sota el govern dels otomans, els àrabs de Palestina es consideraven a si mateixos principalment com a súbdits otomans. Però en la dècada del 1830, Palestina fou ocupada pel vassall egipci dels otomans, Mehmet Alí, i el seu fill Ibrahim Paixà. La revolta àrab palestina de 1834 va sorgir de la resistència popular a la forta demanda de reclutes, ja que els camperols eren conscients que la conscripció equivalia més o menys a una condemna a mort. A partir de maig del 1834, els rebels van prendre moltes ciutats, entre elles Jerusalem, Hebron i Nablus. En resposta, Ibrahim Paixà envià el seu exèrcit, que va acabar per vèncer als últims rebels el 4 d'agost a Hebron.
Mentre que el nacionalisme àrab, almenys en la seva forma primerenca, i el nacionalisme sirià, eren les tendències dominants juntament amb la lleialtat a l'estat otomà, la política palestina es caracteritzava per una reacció contra la dominació estrangera i l'increment de la immigració estrangera, en particular la immigració jueva sionista.
L'ocupació egípcia de Palestina en els anys 1830 causà la destrucció d'Acre, per la qual cosa Nablus va adquirir més importància política. Els otomans van recuperar el control de Palestina en els anys 1840-41. El clan familiar dels Abd al-Hadi, que tenia els orígens a Arraba, al nord de Cisjordània, eren aliats de Jezzar Pasha i dels Tukans, que els van atorgar la governació de Nablus així com d'altres sanjaks.
En l'any 1887 una reforma administrativa otomana va dividir la província de Síria en unitats més petites i es creà la governació de Jerusalem, que va adoptar característiques distintives locals.
Michelle Compos apunta que «més tard, després de la fundació de Tel-Aviv en l'any 1909, els conflictes per les terres es van convertir en rivalitats nacionals explícites». Els líders palestins identificaven cada vegada més les ambicions jueves sionistes com una amenaça, atès que els casos de compra de terres pels colons sionistes i la consegüent expulsió dels camperols palestins agreujaven la situació. Aquesta tendència antisionista es va doblar amb una resistència als britànics, fins a compondre un moviment nacionalista específic i separat del moviment panarabista que s'estava estenent pel món àrab i que va ser liderat més endavant per governants com Nasser i Ben Bella, entre altres líders anticolonialistes.
El mes de juny de 1914, els programes de quatre societats nacionalistes palestines, jamyyat al-Ikha’ wal-‘Afaf (Germanor i puresa), al-jam’iyya al-Khayriyya al-Islamiyya, Shirkat al-Iqtissad al-Falastini al-Arabi i Shirkat al-Tijara al-Wataniyya al-Iqtisadiyya, van ser publicats en el periòdic palestí Filastin. Els quatre tenien similituds quant a la seva missió i als seus ideals: promoció del patriotisme, aspiracions educatives i suport a les indústries nacionals.

## Famílies de notables
Els A’ayan ('notables') àrabs palestins eren un grup d'elits urbanes situades en l'àpex de la piràmide socioeconòmica palestina. Combinant poder econòmic i polític, van dominar la política palestina durant el període del Mandat Britànic de Palestina. El domini dels A’ayan va ser encoratjat i utilitzat per l'Imperi otomà i posteriorment per les autoritats del Mandat Britànic, perquè servissin d'intermediaris entre les autoritats i el poble en l'administració local de Palestina.

## Família Al-Husayni
A principis del segle xix, el clan al-Husayni era un dels majors propietaris de la ciutat de Jerusalem. Va exercir un paper determinant en la rebel·lió contra Muhàmmad Alí Paixà, que va governar Egipte i Palestina desafiant l'Imperi otomà entre 1831 i 1840. No solament va consolidar així la seva relació amb les autoritats otomanes quan aquestes van reprendre el poder a la regió, sinó que va aconseguir reconciliar-se després amb els egipcis. En la dècada del 1840, els Husayni van prendre partit en les lluites entre clans rivals Al-Màsjid al-Haram pel control de les terres de la regió de Jerusalem, i per conservar en mans de la família els prestigiosos llocs islàmics de Naqib al-Ashraf (cap dels descendents del Profeta), Muftí i Sheikh al-Haramla (guardià d'Al Haram). Van donar suport a la família Yamani en la seva lluita contra els Qaisi, aliant-se amb Mustafa Abu Gosh, un senyor rural del clan Abu Gosh, que s'enfrontava sovint als Qaisi. A la ciutat de Jerusalem es van oposar al clan dels Khalidi –que lideraven als Qaisi— pels llocs governatius més rellevants. També, però, van actuar de mediadors per aconseguir compromisos, com entre els Jarar i els Tuqan a la fi dels anys 1850 a la regió de Nablus. En la segona meitat del segle xix, aquests conflictes locals esdevingueren un tema marginal per a la família al-Husayni i van cedir el pas a les noves circumstàncies que amenaçaven la seva supremacia a Jerusalem: la intervenció creixent dels poders estrangers –en particular del cònsol britànic James Finn—, el zel reformista dels últims governants otomans que va culminar en la secularització i turquització de l'imperi després de la revolució dels Joves Turcs, i finalment l'aparició del moviment sionista que gaudia del suport de les autoritats britàniques.
L'últim alcalde de Jerusalem abans de la Primera Guerra Mundial fou Husayn Salim al-Husayni, que havia heretat el lloc del seu pare el 1910. Jamal al-Husayni fundà i presidí el Palestine Arab Party (Partit Àrab de Palestina, PAP) el 1935. Mustafa al-Husayni va ser muftí de Jerusalem fins a 1893, i el seu fill, Abdelkader al-Husayni, va estar al comandament de les forces àrabs durant la batalla de Jerusalem del 1948. Amin al-Husayni, Gran mufti de Jerusalem, fou destituït el 1948 del seu lloc pel rei Abd Allah I de Jordània, que li prohibí l'entrada a la ciutat per la seva polèmica actitud durant la Segona Guerra Mundial. Faisal Husseini, fundador de la Jerusalem Orient House, va encapçalar la delegació palestina en la conferència de pau de Madrid del 1991 i fou ministre de l'Autoritat Nacional Palestina.

## Família Nashashibi
La família Nashashibi és l'altre gran clan familiar de Jerusalem; no va tenir, però, una rellevància política determinant fins al segle xx, particularment durant el Mandat Britànic, del 1920 al 1948. Els Nashasibi eren rivals tradicionals dels Al-Husayni, i les autoritats britàniques van repartir els llocs polítics entre tots dos clans. El 1921, els Nashashibi van crear la National Muslim Association (Associació Musulmana Nacional), amb filials en algunes ciutats palestines, i el 1923 van encoratjar la creació d'un Partit Nacional. Malgrat la seva preeminència, no posseïen els recursos econòmics dels Al-Husayni i van dependre dels favors de les autoritats britàniques per ampliar la seva influència política i millorar d'estatus social. La figura més destacada d'aquesta família era Raghib Nashashibi, que fou nomenat alcalde de Jerusalem el 1920. Va contribuir a la creació del National Defence Party (Partit Nacional de Defensa) el 1934. Quan Cisjordània va passar sota domini de Jordània el 1948, fou ministre del govern jordà, governador de Cisjordània, membre del Senat de Jordània i el primer governador militar de Palestina.